# Wellington da Silva Vicente
Wellington da Silva Vicente, detto Vicente (Maceió, 30 aprile 1983), è un ex calciatore brasiliano, di ruolo difensore.

## Caratteristiche tecniche
Gioca come difensore laterale sinistro.

## Carriera

### Club
Ha iniziato nelle giovanili dell'Iraty Sport Club, e successivamente passò per Paraná Clube, Atlético-MG; dopo aver giocato per Náutico, Marília e Ponte Preta, nel 2008 è passato al Coritiba.